# Једноструки језичак
Једноструки тршчани инструмент (итал. ancia semplice) је онај дрвени дувачки инструмент који користи само једну трску, једноструки (прост) језичак, да би произвео звук.

## Историјат
Најраније инструменте са једном трском налазимо у древном Египту, као и на Блиском истоку, Грчком и Римског царству. Најраније врсте једнотршчаних инструмената користиле су идиоглоталне језичке, који су били начињени и обликовани на самој цеви свирале од трске (тршчани језичак је засечен на делу тела свирале). Много касније једнотршчани инструменти почели су да користе хетероглоталне језичке, где је трска исечена и одвојена од цеви трске и стављена на неку врсту усника.
Насупрот томе, на двотршчаном инструменту (као што је обоа и фагот), не постоји усник; два дела трске вибрирају једна насупрот друге. Трске се традиционално праве од биљке трска и производе звук када се дува ваздух на или кроз њих.
Већина једнотршчаних инструмената потичу од једнотршчаних идиоглоталних инструмената званих "мемет", нађених у Египту још 2700. п. н. е. Због своје крхкости, инструменати из доба антике нису сачувани, али зато преовладавају иконографски докази о њиховом постојању. Током Старог Краљевства у Египту (2778-2723 п. н. е), мемети су осликани на рељефима седам гробница, шест гробова и на пирамидама. Већина мемета су били "двоструки кларинети", где су две цеви биле везане или слепљене да формирају један инструмент. Вишеструке свирле су коришћене да појачају звук или да стварају снажан тон са незнатним варијацијама у штимовању међу свиралама. Једна од цеви је обично издржавала само тон. Дизајн ових једноставних инструмената бескрајно је варирао.
Ове врсте "двоструких-кларинета" су и данас распрострањене, али су се такође развиле и у поједностављене једноструке-кларинете и хорнпајпе (стари енглески дувачки инструмент). Савремени идиоглоти пронађени у Еигпту укључују arghul и зумару.
Примери укључују кларинете, саксофоне, и неке гајде.

### Модерни инструменти
- Кларинет
- Саксофон
- Тарагот

### Историјски
- Mock Trumpet
- Шалмај

### Традиционални
Европски
- Alboka
- Аулос
- Дуплика
- Хорнпајп

Блискоисточне
- Arghul
- Double clarinet
- Mijwiz
- Sipsi